# Titi (chanteuse)
Ndèye Fatou Tine, dite Titi, est une chanteuse sénégalaise de mbalax.

## Biographie
Fille d'un imam, Titi est mariée vers l'âge de quinze ans. Son nom de scène est le surnom que lui donnait son oncle quand elle était enfant. 
Elle commence sa carrière en tant que choriste pour des artistes connus de la musique sénégalaise : notamment Souleymane Faye, Fallou Dieng, Demba Dia.
Puis en 1999, Titi part rejoindre son mari qui travaille en Guinée. Elle y crée son orchestre grâce auquel Youssou N'Dour qui devait se produire en concert, la découvre. 
En mai 2003, son premier album « Kuné ak Lila Yeungel » de six titres, sort au label Jololi de Youssou N'Dour. Le deuxième album libéré en 2006 lui vaut une nomination aux Kora Awards.
En 2008, le troisième album « FAÇON » est nommé aux Senegal Music Awards (SENMA) dans les catégories meilleur album et meilleure chanson avec le titre Tayumako.
Après une pause de trois ans, Titi revient en 2018 avec un album (sous le label Prince Arts qui l'avait signée entretemps) dont le premier titre « TAMIIT » est un succès.
En 2015, "la lionne",, comme on la surnomme, rend hommage à Youssouf N'Dour.
En 2019, Titi est récompensée du Trophée de la meilleure artiste féminine d'Afrique de l'Ouest,  lors des African Entertainment Awards, aux États-Unis (AEAUSA).